# Серђо Мимица Гецан
Серђо Мимица Гецан (енгл. Sergio Mimica-Gezzan; Загреб, 2. мај 1956) је хрватски и амерички филмски и телевизијски редитељ. Син је познатог хрватског редитеља, Ватрослава Мимице. Добитник је награде Удружења редитеља Америке за свој рад као помоћника редитеља, док је сада редовни редитељ ТВ серија. Више пута је радио као помоћни редитељ Стивена Спилберга. Режирао је шест епизода серије Свемирска крстарица Галактика, две епизоде серије Хероји, две епизоде серије Вучје васпитање, три епизоде серије Терор, те свих седам епизода мини-серије Стубови земље, екранизације истоименог романа Кена Фолета.
Такође је режирао епизоде серија као што су: Инвазија, Бекство из затвора, Спасење Грејс, Терминатор: Хронике Саре Конор и Инвазија ванземаљаца. Године 2014. режирао је дугометражни филм Halo: Nightfall.
Као дечак и младић глумио је у познатим филмовима свог оца, Понедељак или уторак (1966) и Догађај (1969). Познат је по главној улози у хрватском филму Сељачка буна 1573. (1975), који је такође режирао његов отац.